# Kostel svatého Michaela archanděla (Horní Záhoří)
Kostel svatého Michaela archanděla v Horním Záhoří je farní kostel pro římskokatolickou farnost Záhoří. Je dominantou obce Horní Záhoří. Kostel je jednolodní s hodnotnými stavebními prvky a byl zapsán do Ústředního seznamu kulturních památek České republiky.

## Historie kostela
Kostel byl postaven na místě původní kaple, která byla takto přestavěna v roce 1352, a byl obehnán hradbou (opevněný kostel). V období husitských válek byl kostel zbořen. V době třicetileté války byl pobořen a v roce 1639 obnoven Vilémem ze Švamberka. Po požáru v roce 1689 byl přestavěn s použitím původního gotického zdiva (presbytář, sakristie).

## Architektura

### Exteriér
Kostel stojí uprostřed hřbitova, který je ohraničen zdí. V areálu stojí zvonice, která spolu s kostelem, hřbitovem a ohradní zdí je součásti kulturní památky. V areálu se také nachází fara, o níž je první zmínka z roku 1665.
Kostel je orientovaná jednolodní zděná stavba s pravoúhlým obdélníkovým kněžištěm a obdélnou sakristií na severní straně kněžiště. K západnímu průčelí se zděným barokním štítem je přistavěna předsíň. Boční stěny lodi jsou prolomeny třemi okny se segmentovým zakončením. Fasáda je členěna lisénovými rámy a profilovanou korunní římsou. V kněžišti jsou dvě segmentová okna na jih, jedno na sever a jedno na východ, které má žulové neprofilované ostění. Na sedlové střeše nad kněžištěm je osmiboký sanktusník s lucernou a jehlanovou střechou. Stavebním materiálem byl lomový kámen (žula).

### Interiér
Loď má obdélný půdorys 8,3 × 13,6 m a má plochý strop. Mezi lodí a kněžištěm je polokruhový vítězný oblouk jeden metr široký. Kněžiště je obdélného půdorysu 8,5 × 4,88 m a je zaklenuto dvěma poli křížové klenby se žlábkovanými klínovými žebry. Svorníky jsou zdobeny desetilistou růží. Kruchta je podklenutá třemi poli křížové klenby a je podepřena dvěma pilíři. Vchod do valeně sklenuté sakristie vede přes portál s mírně skoseným ostěním.
V kostele jsou hodnotná umělecká díla z období rokoka. Hlavní oltář a kazatelna jsou dílem českobudějovického sochaře Leopolda Huebera z let 1777–1778. Oltářní obraz svatého Michala z 18. století je dílem Františka Jakuba Prokyše. Na kazatelně jsou reliéfy: Vyvedení svatého Petra ze žaláře, Kristus v zahradě Gesemanské a Obětování Isáka Abrahámem. Cínová křtitelnice vysoká 27 cm a široká 32 cm je z roku 1755.

## Zvonice
Zvonice stojí asi pět metrů od západního průčelí kostela. Je to samostatně stojící zděná patrová hranolová věž na půdorysu čtverce 7,9 × 7,9 m. Věž je ukončena jehlanovou střechou s náběhy a čtyřmi hodinovými štíty, krytá taškami a ukončena osmibokou lucernou s cibulí. Fasáda je členěna nárožními pilastry a okružní kordonovou římsou v patře. Ve zvonovém patře jsou segmentová okna ve štukovém rámu a drobnými volutami. Pod střechou je profilovaná korunní římsa osově prolomena trojúhelníkovými štíty s kruhovými ciferníky.
Věžní hodiny a tři ciferníky byly instalovány v roce 1911. Čtvrtý ciferník byl instalován v roce 2019 při rekonstrukci zvonice.

### Zvony
V roce 1910 byly v kostele a ve zvonici tyto zvony:
1. svatý Michal vysoký 92 cm s průměrem 112 cm, zdobený reliéfem svatého Michala a datací 1706 a nápisem,
2. s reliéfem svatého Bartoloměje o výšce 57 cm a průměru 76 cm. Na  plášti měl zvonařův znak a nápis: JOHAN ADALBERT PERNER IN BVDWEIS ANNO 1839,
3. třetí zvon měl výšku 24 cm a průměr 35 cm, znak zvonaře jako u druhého zvonu a letopočet 1839,
4. zvon s reliéfem svatého Pavla, svatého Jana a Donáta byl vysoký 85 cm a měl průměr 100 cm, znak zvonaře a dataci jako druhý zvon.